# Соніко
Соніко (італ. Sonico) — муніципалітет в Італії, у регіоні Ломбардія,  провінція Брешія.
Соніко розташоване на відстані близько 510 км на північ від Рима, 120 км на північний схід від Мілана, 75 км на північ від Брешії.
Населення — 1269 осіб (2014).

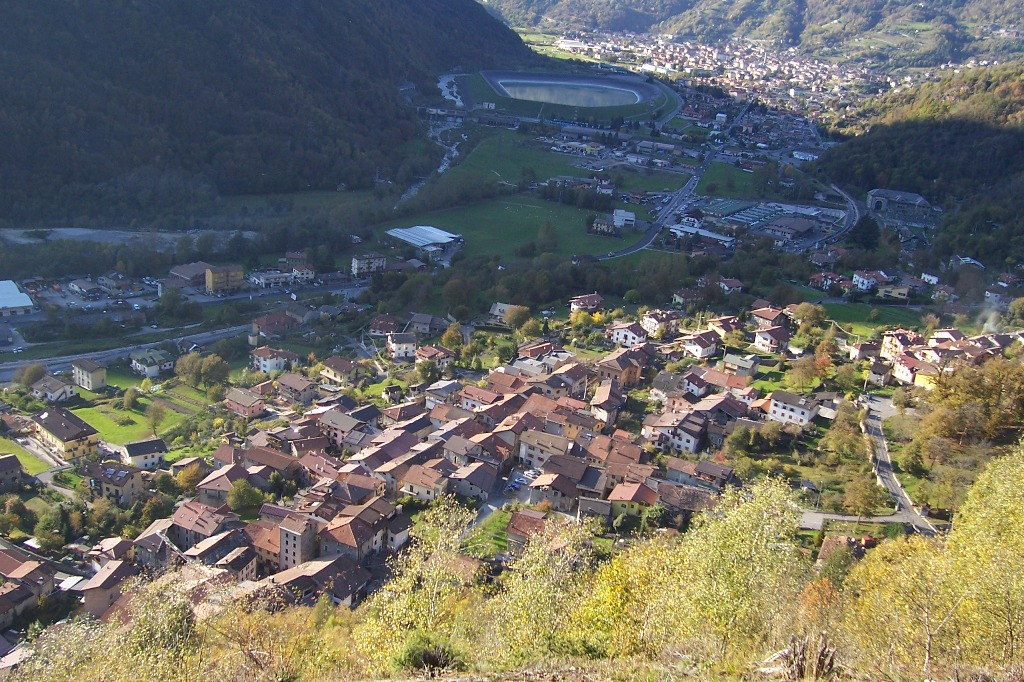

Щорічний фестиваль відбувається 10 серпня. Покровитель — Святий Лаврентій.

## Демографія
Населення за роками:

Станом на 1 січня 2023 року в муніципалітеті офіційно проживало 15 іноземців з 6 країн, серед них 9 громадян країн Євросоюзу та 3 громадяни України.

## Сусідні муніципалітети
- Берцо-Демо
- Чево
- Едоло
- Малонно
- Савьоре-делл'Адамелло